# Isländische Fußballmeisterschaft 1924
Die isländische Fußballmeisterschaft 1924 war die 13. Spielzeit der höchsten isländischen Fußballliga.
Der Titel ging zum zweiten Mal nach 1920 an Víkingur Reykjavík.

## Abschlusstabelle
| Pl. | Verein             | Sp. | S | U | N | Tore    | Quote | Punkte |
| --- | ------------------ | --- | - | - | - | ------- | ----- | ------ |
| 1.  | Víkingur Reykjavík | 3   | 3 | 0 | 0 | 010:200 | 5,00  | 06:0   |
| 2.  | Fram Reykjavík (M) | 3   | 2 | 0 | 1 | 010:700 | 1,43  | 04:20  |
| 3.  | KR Reykjavík       | 3   | 0 | 1 | 2 | 002:400 | 0,50  | 01:50  |
| 4.  | Valur Reykjavík    | 3   | 0 | 1 | 2 | 003:120 | 0,25  | 01:50  |

| (M) | amtierender isländischer Meister |

### Kreuztabelle
Die Kreuztabelle stellt die Ergebnisse aller Spiele dieser Saison dar. Die Heimmannschaft ist in der ersten Spalte aufgelistet, die Gastmannschaft in der obersten Reihe. Die Ergebnisse sind immer aus Sicht der Heimmannschaft angegeben.
| 1924               | Fram Reykjavík | KR Reykjavík |     | Víkingur Reykjavík |
| Fram Reykjavík     |                | 2:1          | 7:0 | 3:4                |
| KR Reykjavík       | –              |              | 1:1 | 0:1                |
| Valur Reykjavík    | –              | –            |     | 1:3                |
| Víkingur Reykjavík | –              | –            | –   |                    |